# Boentaran Martoatmodjo
Boentaran Martoatmodjo (Purworejo, 1 november 1896 – Jakarta, 4 oktober 1979) was de eerste minister van gezondheid van Indonesië.
Aan het einde van de Japanse bezetting van Nederlands-Indië was Boentaran Martoatmodjo lid van het Onderzoekscomité ter voorbereiding op de Indonesische onafhankelijkheid. Direct na de Indonesische onafhankelijkheid werd hij aangewezen als eerste minister van gezondheid in het Kabinet Presidensial. In die rol nam hij ook het initiatief tot het oprichten van het Indonesische Rode Kruis (Palang Merah Indonesia).